# Periclimenaeus storchi
Periclimenaeus storchi är en kräftdjursart som beskrevs av Bruce 1989. Periclimenaeus storchi ingår i släktet Periclimenaeus och familjen Palaemonidae. Inga underarter finns listade i Catalogue of Life.